# Liste der britischen Oberbefehlshaber in Indien
Der Oberbefehlshaber in Indien (englisch Commander-in-chief, India) war von 1748 bis 1947 der militärische Führer der britischen Kolonialtruppen in Indien. 
Das Amt des Commander-in-Chief, India, wurde im Januar 1748 geschaffen. Dieser war der Oberbefehlshaber der Truppen der Britischen Ostindien-Kompanie. Deren britisches Herrschaftsgebiet in Indien war in drei Verwaltungsbereiche, die Präsidentschaft Bengalen, die Präsidentschaft Madras und die Präsidentschaft Bombay unterteilt, die jeweils eine eigene Armee, die Bengal Army, die Madras Army und die Bombay Army unterhielten. Der Commander-in-Chief in India hatte bis Ende des 19. Jahrhunderts nur den unmittelbaren Oberbefehl über die Bengal Army. Über die Madras Army und die Bombay Army hatte er lediglich eine Aufsichtsfunktion. Das Amt blieb auch erhalten, als durch den Government of India Act 1858 die Oberherrschaft der Britischen Ostindien-Kompanie über Britisch-Indien und die dortigen Truppen auf die britische Krone überging. 1895 wurden die Bengal Army, die Madras Army und die Bombay Army zu einer einzigen Indian Army vereinigt und dem Oberbefehlshaber in Indien die unmittelbare Befehlsgewalt über diese übertragen. Der Oberbefehlshaber in Indien hatte keine direkte Kontrolle über die Landstreitkräfte der indischen Fürstenstaaten (Imperial Service Troops).
Im Rahmen der Teilung Indiens durch den Indian Independence Act 1947 in zwei unabhängige Staaten, die Indische Union und Pakistan, wurde das Amt des britischen Oberbefehlshaber in Indien abgeschafft und der letzte Amtsinhaber, Field Marshal Sir Claude Auchinleck wurde am 15. August 1947 zum Supreme Commander of India and Pakistan ernannt. In dieser Position überwachte er die Aufteilung der Streitkräfte der Britisch-Indiens auf die Indischen Streitkräfte und die Pakistanischen Streitkräfte, wonach auch dieses Amt im November 1948 abgeschafft wurde.
| Oberbefehlshaber in Indien                           | von  | bis  |  |
| ---------------------------------------------------- | ---- | ---- |  |
| Stringer Lawrence                                    | 1748 | 1754 |  |
| John Adlercron                                       | 1754 | 1756 |  |
| Robert Clive                                         | 1756 | 1760 |  |
| John Caillaud                                        | 1760 | 1760 |  |
| John Carnac                                          | 1760 | 1761 |  |
| Sir Eyre Coote                                       | 1761 | 1763 |  |
| Thomas Adams                                         | 1763 | 1764 |  |
| John Carnac                                          | 1764 | 1764 |  |
| Sir Hector Munro                                     | 1764 | 1765 |  |
| John Carnac                                          | 1765 | 1765 |  |
| Robert Clive, 1. Baron Clive                         | 1765 | 1767 |  |
| Richard Smith                                        | 1767 | 1770 |  |
| Sir Robert Barker, 1. Baronet                        | 1770 | 1773 |  |
| Charles Chapman                                      | 1773 | 1774 |  |
| Alexander Champion                                   | 1774 | 1774 |  |
| John Clavering                                       | 1774 | 1777 |  |
| Giles Stibbert                                       | 1777 | 1779 |  |
| Sir Eyre Coote                                       | 1779 | 1783 |  |
| Giles Stibbert                                       | 1783 | 1785 |  |
| Robert Sloper                                        | 1785 | 1786 |  |
| Charles Cornwallis, 2. Earl Cornwallis               | 1786 | 1793 |  |
| Sir Robert Abercromby                                | 1793 | 1797 |  |
| Sir Charles Morgan                                   | 1797 | 1798 |  |
| Sir Alured Clarke                                    | 1798 | 1801 |  |
| Sir James Craig                                      | 1801 | 1801 |  |
| Gerard Lake, 1. Baron Lake                           | 1801 | 1805 |  |
| Charles Cornwallis, 1. Marquess Cornwallis           | 1805 | 1805 |  |
| Gerard Lake, 1. Baron Lake                           | 1805 | 1806 |  |
| John Simcoe                                          | 1806 | 1806 |  |
| Gerard Lake, 1. Baron Lake                           | 1806 | 1807 |  |
| Sir George Hewett                                    | 1807 | 1807 |  |
| Forbes Champagné                                     | 1807 | 1811 |  |
| Sir George Nugent, 1. Baronet                        | 1811 | 1813 |  |
| Francis Rawdon-Hastings, 2. Earl of Moira            | 1813 | 1823 |  |
| Edward Paget                                         | 1823 | 1825 |  |
| Stapleton Cotton, 1. Viscount Combermere             | 1825 | 1830 |  |
| George Ramsay, 9. Earl of Dalhousie                  | 1830 | 1832 |  |
| Sir Edward Barnes                                    | 1832 | 1833 |  |
| Lord William Cavendish-Bentinck                      | 1833 | 1835 |  |
| Jasper Nicolls                                       | 1839 | 1843 |  |
| Hugh Gough, 1. Viscount Gough                        | 1843 | 1849 |  |
| Sir Charles Napier                                   | 1849 | 1851 |  |
| Sir William Gomm                                     | 1851 | 1856 |  |
| George Anson                                         | 1856 | 1857 |  |
| Patrick Grant                                        | 1857 | 1857 |  |
| Colin Campbell, 1. Baron Clyde                       | 1857 |      |  |
| Sir Hugh Rose                                        | 1861 | 1865 |  |
| Sir William Mansfield                                | 1865 | 1870 |  |
| Robert Napier, 1. Baron Napier of Magdala            | 1870 | 1876 |  |
| Sir Frederick Haines                                 | 1876 | 1881 |  |
| Sir Donald Stewart, 1. Baronet                       | 1881 | 1885 |  |
| Frederick Roberts, 1. Baron Roberts of Kandahar      | 1885 | 1892 |  |
| Sir George White                                     | 1893 | 1898 |  |
| Sir Charles Nairne                                   | 1898 | 1898 |  |
| Sir William Lockhart                                 | 1898 | 1900 |  |
| Sir Arthur Palmer                                    | 1900 | 1902 |  |
| Herbert Kitchener, 1. Viscount Kitchener of Khartoum | 1902 | 1909 |  |
| Sir Garrett Creagh                                   | 1909 | 1914 |  |
| Sir Beauchamp Duff                                   | 1914 | 1916 |  |
| Sir Charles Monro                                    | 1916 | 1920 |  |
| Henry Rawlinson, 1. Baron Rawlinson                  | 1920 | 1925 |  |
| Sir Claud Jacob                                      | 1925 | 1925 |  |
| Sir William Birdwood                                 | 1925 | 1930 |  |
| Sir Philip Chetwode                                  | 1930 | 1935 |  |
| Sir Robert Cassels                                   | 1935 | 1941 |  |
| Sir Claude Auchinleck                                | 1941 | 1941 |  |
| Archibald Wavell, 1. Earl Wavell                     | 1941 | 1942 |  |
| Sir Alan Hartley                                     | 1942 | 1942 |  |
| Archibald Wavell, 1. Earl Wavell                     | 1942 | 1943 |  |
| Sir Claude Auchinleck                                | 1943 | 1947 |  |